# Lista de governadores da Pensilvânia
Essa é a lista de governadores do estado americano da Pensilvânia. O atual governador é Tom Wolf, do Partido Democrata.
| Nome                        | Mandato   | Afiliação política    |
| --------------------------- | --------- | --------------------- |
| Thomas Mifflin              | 1790-1799 | Federalista           |
| Thomas McKean               | 1799-1808 | Democrata-Republicano |
| Simon Snyder                | 1808-1817 | Democrata-Republicano |
| William Findlay             | 1817-1820 | Democrata-Republicano |
| Joseph Hiester              | 1820-1823 | Democrata-Republicano |
| John Andrew Shulze          | 1823-1829 | Democrata-Republicano |
| George Wolf                 | 1829-1835 | Democrata             |
| Joseph Ritner               | 1835-1839 | Anti-maçónico         |
| David Rittenhouse Porter    | 1839-1845 | Democrata             |
| Francis Rawn Shunk          | 1845-1848 | Democrata             |
| William Freame Johnston     | 1848-1852 | Whig                  |
| William Bigler              | 1852-1855 | Democrata             |
| James Pollock               | 1855-1858 | Whig                  |
| William Fisher Packer       | 1858-1861 | Democrata             |
| Andrew Gregg Curtin         | 1861-1867 | Republicano           |
| John White Geary            | 1867-1873 | Republicano           |
| John Frederick Hartranft    | 1873-1879 | Republicano           |
| Henry Martin Hoyt           | 1879-1883 | Republicano           |
| Robert Emory Pattison       | 1883-1887 | Democrata             |
| James Addams Beaver         | 1887-1891 | Republicano           |
| Robert Emory Pattison       | 1891-1895 | Democrata             |
| Daniel Hartman Hastings     | 1895-1899 | Republicano           |
| William Alexis Stone        | 1899-1903 | Republicano           |
| Samuel Whitaker Pennypacker | 1903-1907 | Republicano           |
| Edwin Sydney Stuart         | 1907-1911 | Republicano           |
| John Kinley Tener           | 1911-1915 | Republicano           |
| Martin Grove Brumbaugh      | 1915-1919 | Republicano           |
| William Cameron Sproul      | 1919-1923 | Republicano           |
| Gifford Pinchot             | 1923-1927 | Republicano           |
| John Stuchell Fisher        | 1927-1931 | Republicano           |
| Gifford Pinchot             | 1931-1935 | Republicano           |
| George Howard Earle         | 1935-1939 | Democrata             |
| Arthur Horace James         | 1939-1943 | Democrata             |
| Edward Martin               | 1943-1947 | Republicano           |
| John Cromwell Bell, Jr.     | 1947-1947 | Republicano           |
| James Henderson Duff        | 1947-1951 | Republicano           |
| John Sydney Fine            | 1951-1955 | Republicano           |
| George Michael Leader       | 1955-1959 | Republicano           |
| David Leo Lawrence          | 1959-1963 | Democrata             |
| William Warren Scranton     | 1963-1967 | Republicano           |
| Raymond Philip Shafer       | 1967-1971 | Republicano           |
| Milton Jerrold Shapp        | 1971-1979 | Democrata             |
| Richard "Dick" Thornburgh   | 1979-1987 | Republicano           |
| Robert Patrick Casey        | 1987-1995 | Democrata             |
| Mark Singel                 | 1993-1994 | Democrata             |
| Thomas Joseph Ridge         | 1995-2001 | Republicano           |
| Mark Stephen Schweiker      | 2001-2003 | Republicano           |
| Ed Rendell                  | 2003-2011 | Democrata             |
| Tom Corbett                 | 2011-2015 | Republicano           |
| Tom Wolf                    | 2015-2023 | Democrata             |
| Josh Shapiro                | 2023-     | Democrata             |